# Dumpling de taro
El dumpling de taro es un tipo de dim sum servido en la gastronomía de China. Es un plato estándar en los restaurantes dim sum de Hong Kong y del resto del mundo. En los barrios chinos extranjeros se vende a menudo como un pastel chino.
La cáscara exterior está hecha de una capa gruesa de taro que ha sido cocido y machacado. El relleno está hecho de cerdo picado condimentado. El dumpling se fríe y la capa exterior de taro se vuelve crujiente, ligera y esponjosa.
- Datos: Q5643322
- Multimedia: Taro dumplings / Q5643322